# 卡巴瑪塔

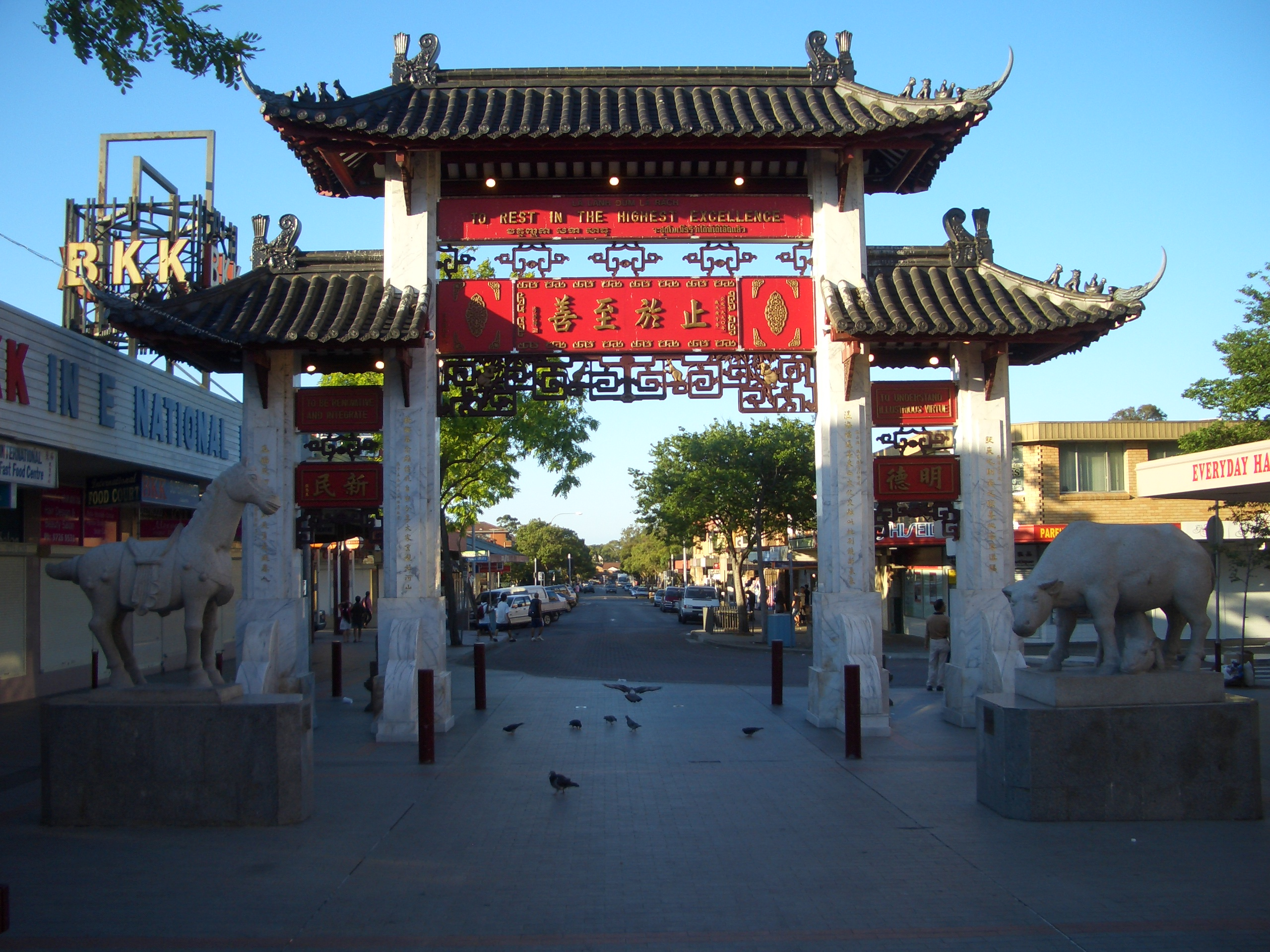
卡巴瑪塔自由廣場的牌樓

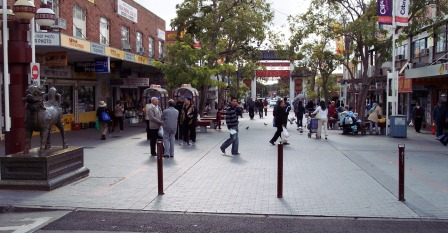
自由廣場

卡巴瑪塔（英語：Cabramatta），澳大利亞悉尼西南部的一個郊區，距離悉尼中心商業區約30 km（19 mi），行政上隸屬費菲市。據2016年人口普查，該區人口為21,783，越南裔為最大種族，佔33.0%；其次是華人（包括越南華人），佔24.5%；他們大多是越南船民及其後裔。卡巴瑪塔的高街取名自由廣場（Freedom Plaza），該處建有中式的牌樓，於1991年建成，由時任新南威爾士州州長的尼克·格雷納於農曆新年剪綵開幕。

## 外部連結
- Cabramatta - Sydney.com （页面存档备份，存于）
- Spokey Blokeys - Episode 19 - Cabramatta[]
- Online comic about Cabramatta by a native of the suburb （页面存档备份，存于）

33°53′40″S 150°56′15″E / 33.89444°S 150.93750°E